# Spherillo philippinensis
Spherillo philippinensis är en kräftdjursart som beskrevs av Albert Vandel 1974. Spherillo philippinensis ingår i släktet Spherillo och familjen Armadillidae. Inga underarter finns listade i Catalogue of Life.